# Władysław Klimczak (polityk)
Władysław Klimczak (ur. 23 maja 1955 we Wrocławiu) – polski polityk, poseł na Sejm PRL IX kadencji.

## Życiorys
W 1976 ukończył Technikum Odlewnicze i podjął pracę w Zakładach Hutniczo-Przetwórczych Metali Nieżelaznych „Hutmen” we Wrocławiu. W 1978 wstąpił do Polskiej Zjednoczonej Partii Robotniczej. W 1985 uzyskał mandat posła na Sejm PRL IX kadencji w okręgu Wrocław Fabryczna, zasiadając w Komisji Spraw Samorządowych.